# Partia Unii Narodowej (Stany Zjednoczone)
Partia Unii Narodowej (ang. National Union Party) – nazwa używana przez Partię Republikańską w wyborach prezydenckich w 1864 roku, które odbywały się w cieniu wojny secesyjnej. Użyto takiej nazwy w celu przyciągnięcia uwagi demokratów, o których wiadomo było, że nie zagłosują na republikanów. Partia nominowała urzędującego prezydenta Abrahama Lincolna oraz byłego demokratę Andrew Johnsona jako kandydata na wiceprezydenta. Kandydaci ci wygrali nadchodzące wybory.

## Założenie partii
Partia powstała w 1864 roku w czasie wojny secesyjnej.

## Po śmierci Lincolna
W następstwie zabójstwa prezydenta Lincolna w 1865 r., Andrew Johnson został jako jedyny jeszcze prezydentem z Partii Unii Narodowej.

## Prezydenci z ramienia Partii
- Abraham Lincoln (1865-1865)
- Andrew Johnson (1865-1869)

## Kandydaci prezydenccy z ramienia Partii

Urzędujący prezydent elekt Abraham Lincoln

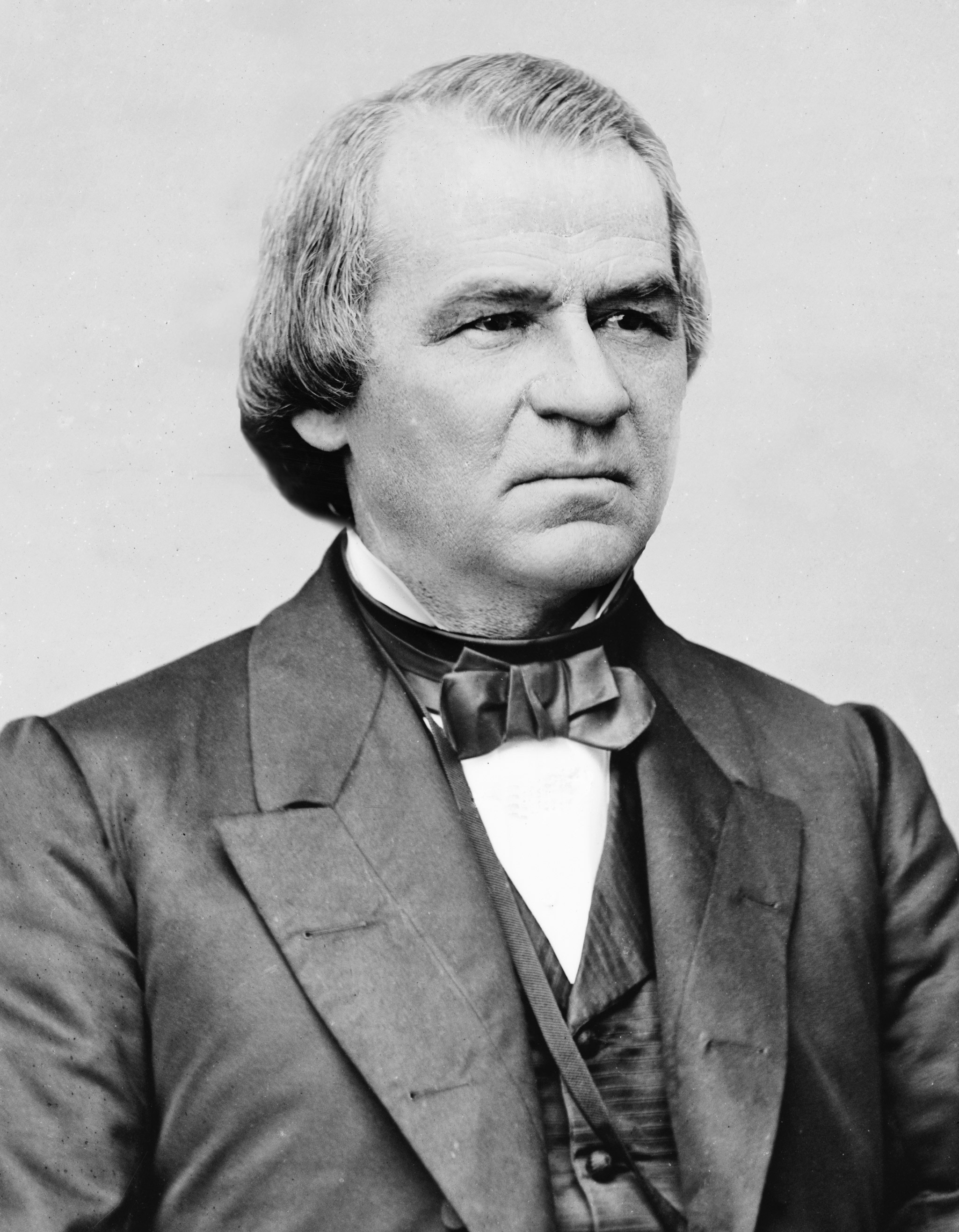
Urzędujący wiceprezydent elekt Andrew Johnson

- Abraham Lincoln (zwycięzca: 1864)